# 통군정
통군정(統軍亭)은 평안북도 의주군에 위치한 정자이다. 통군정은 모양이 정사각형처럼 생겼다.
임사홍기에서 이 정자에 대한 설립연대가 밝혀져 있어서, 지어진 시기는 고려 초기로 추정된다. 1538년에 수리하다가 한국 전쟁 때 파괴되었다. 전후에는 복구되었다. 중국 랴오닝성과 마주보이는 지역에 위치해 있다.

## 특징
- 관서팔경 가운데 하나에 속해 있다.

## 이웃해 있는 관광지
- 삭주온천
- 동림폭포